# Timber Wolf (Münze)
| Timber Wolf         | Timber Wolf      |
| ------------------- | ---------------- |
| Nennwert:           | 1 CAD            |
| Metall:             | 99,99 % Ag       |
| Gewicht:            | 15,55 g          |
| Durchmesser:        | 34 mm            |
| Dicke:              | 2,1 mm           |
| Rand:               | geriffelt        |
| Prägejahre:         | 2005 (?), 2006   |
| Vorderseite         |                  |
| Motiv:              | Timber Wolf      |
| Entwerfer:          | William Woodruff |
| Datum des Entwurfs: | 2005             |
| Rückseite           |                  |
| Motiv:              | Elisabeth II.    |
| Entwerfer:          | Susanna Blunt    |
| Datum des Entwurfs: | 2003             |

Die Silbermünze Timber Wolf wurde in den Jahren 2005 und 2006 von der kanadischen Prägeanstalt Royal Canadian Mint hergestellt, welche auch die bekannte Maple-Leaf-Münze prägt. Die Münze gibt es ausschließlich mit dem Feingewicht von einer halben Unze in Silber mit der Reinheit 999,9/1000.
Das Motiv auf der Vorderseite zeigt einen Timberwolf, auch Amerikanischer Grauwolf genannt, vor einem Vollmond. Hinter ihm ist ein dichter Nadelwald, sein natürlicher Lebensraum, abgebildet. Der Entwurf zu diesem Motiv stammt von William Woodruff, seine Initialen sind am linken Rand eingraviert. Weiterhin sind das Prägejahr sowie die Reinheit 9999, das Feingewicht ½ OZ. und das Münzmetall FINE SILVER / ARGENT PUR aufgeprägt.
Die Rückseite zeigt den Namen und das vom Maple Leaf bekannte Porträt Königin Elisabeth II. sowie den Nennwert CANADA 1 DOLLAR.
Im Jahr 2010 wurde das Timberwolf-Motiv für die erste Ausgabe der Silbermünzenserie Canadian Wildlife erneut verwendet.

## Limitierung
Die Silbermünze wurde 2005 mit einer Auflage von 106.800 Stück verausgabt. Im Folgejahr wurden noch 45.050 Stück geprägt; die Ausgabe wurde daraufhin bereits wieder eingestellt.
Allerdings wurde offenbar nie eine Münze mit der aufgeprägten Jahreszahl 2005 von der Royal Canadian Mint herausgegeben; unter Sammlern wird deswegen vermutet, dass es diese Münze nur mit dem Prägejahr 2006 gebe, und die einschlägigen Auflagezahlen falsch seien.
Zum Ausgabestart wurde die RCM dahingehend zitiert, dass die Timberwolf-Münze bei entsprechender Beliebtheit als fortlaufende Serie entwickelt würde, ggf. auch mit unterschiedlichen Variationen des Motivs:

“If the coin is popular, the Mint may choose to continue to produce it as is, or we could develop a series of new designs. At this point it is too early to make such decisions. The Mint is currently responding to our customers' demands and ultimately the market will determine if we continue with the products.”

„Wenn die Münze populär ist, könnte die Münzanstalt beschließen, sie weiterhin so zu produzieren, wie sie ist, oder wir könnten eine Serie mit neuen Designs entwickeln. Zum jetzigen Zeitpunkt ist es zu früh, solche Entscheidungen zu treffen. Die Münzanstalt reagiert derzeit auf die Nachfrage unserer Kunden und letztendlich wird der Markt entscheiden, ob wir weiterhin die Produkte herstellen.“

Unter diesem Aspekt könnte die im Jahr 2010 gestartete Canadian-Wildlife-Serie, die den Timberwolf als erstes Motiv trägt, als Fortsetzung oder Neuauflage der Timber Wolf angesehen werden.